# Mercury – Act 1
Mercury — Act 1 — п'ятий студійний альбом американського гурту Imagine Dragons, представлений 3 вересня 2021 року під лейблами «Kidinakorner» і 
«Interscope Records». Платівка дебютувала на дев'ятій позиції американського чарту Billboard 200, отримавши неоднозначні відгуки музичних критиків. Альбом отримав «платиновий» статус у Франції та «золотий» — в Італії та Польщі.

## Список пісень
| #     | Назва                      | Тривалість |
| ----- | -------------------------- | ---------- |
| 1.    | «My Life»                  | 3:44       |
| 2.    | «Lonely»                   | 2:39       |
| 3.    | «Wrecked»                  | 4:04       |
| 4.    | «Monday»                   | 3:07       |
| 5.    | «#1»                       | 3:25       |
| 6.    | «Easy Come Easy Go»        | 2:59       |
| 7.    | «Giants»                   | 3:30       |
| 8.    | «It's Ok»                  | 3:22       |
| 9.    | «Dull Knives»              | 3:33       |
| 10.   | «Follow You»               | 2:55       |
| 11.   | «Cutthroat»                | 2:49       |
| 12.   | «No Time for Toxic People» | 3:27       |
| 13.   | «One Day»                  | 2:31       |
| 42:04 |                            |            |

| Додаткові пісні | Додаткові пісні      | Додаткові пісні |
| #               | Назва                | Тривалість      |
| --------------- | -------------------- | --------------- |
| 1.              | «Enemy» (за уч. JID) | 2:53            |
| 44:57           |                      |                 |

| Додаткові пісні японського видання | Додаткові пісні японського видання | Додаткові пісні японського видання |
| #                                  | Назва                              | Тривалість                         |
| ---------------------------------- | ---------------------------------- | ---------------------------------- |
| 14.                                | «Follow You» (Summer '21 version)  | 2:52                               |
| 44:56                              |                                    |                                    |

## Чарти

### Тижневі чарти
| Чарт (2021—2022)                                     | Найвища позиція |
| ---------------------------------------------------- | --------------- |
| Австралія Australian Albums (ARIA)                   | 10              |
| Австрія Austrian Albums (Ö3 Austria)                 | 5               |
| Бельгія Belgian Albums (Ultratop Flanders)           | 10              |
| Бельгія Belgian Albums (Ultratop Wallonia)           | 4               |
| Канада Canadian Albums (Billboard)                   | 4               |
| Чехія Czech Albums (ČNS IFPI)                        | 1               |
| Данія Danish Albums (Hitlisten)                      | 37              |
| Нідерланди Dutch Albums (MegaCharts)                 | 6               |
| Фінляндія Finnish Albums (Suomen virallinen lista)   | 20              |
| Франція French Albums (SNEP)                         | 4               |
| Німеччина German Albums (Offizielle Top 100)         | 5               |
| Угорщина Hungarian Albums (MAHASZ)                   | 39              |
| Ірландія Irish Albums (OCC)                          | 26              |
| Італія Italian Albums (FIMI)                         | 8               |
| Japan Hot Albums (Billboard Japan)                   | 70              |
| Japanese Albums (Oricon)                             | 116             |
| Lithuanian Albums (AGATA)                            | 18              |
| Нова Зеландія New Zealand Albums (Recorded Music NZ) | 11              |
| Норвегія Norwegian Albums (VG-lista)                 | 9               |
| Польща Polish Albums (ZPAV)                          | 8               |
| Португалія Portuguese Albums (AFP)                   | 4               |
| Шотландія Scottish Albums (OCC)                      | 6               |
| Іспанія Spanish Albums (PROMUSICAE)                  | 6               |
| Швеція Swedish Albums (Sverigetopplistan)            | 17              |
| Швейцарія Swiss Albums (Schweizer Hitparade)         | 4               |
| Велика Британія UK Albums (OCC)                      | 7               |
| США Billboard 200                                    | 9               |
| США Top Alternative Albums (Billboard)               | 2               |
| США Top Rock Albums (Billboard)                      | 2               |

### Річні чарти
| Чарт (2021)                        | Позиція |
| ---------------------------------- | ------- |
| Belgian Albums (Ultratop Wallonia) | 88      |
| French Albums (SNEP)               | 76      |
| Spanish Albums (PROMUSICAE)        | 100     |
| Swiss Albums (Schweizer Hitparade) | 29      |
| US Top Rock Albums (Billboard)     | 61      |

## Сертифікація
| Регіон                                                      | Сертифікація | Продажі |
| ----------------------------------------------------------- | ------------ | ------- |
| Франція (SNEP)                                              | Платиновий   | 100 000 |
| Італія (FIMI)                                               | Золотий      | 25 000  |
| Польща (ZPAV)                                               | Золотий      | 10 000  |
| продажі+прослуховування, що базуються лише на сертифікаціях |              |         |